# 葉綠素c1
葉綠素c1是六種葉綠素之一，與葉綠素c2有相同的框架。它會使植物呈现金黃色或棕色，是一種輔助色素。葉綠素c1主要幫助有機體收集光，但不是運用在光合作用上。

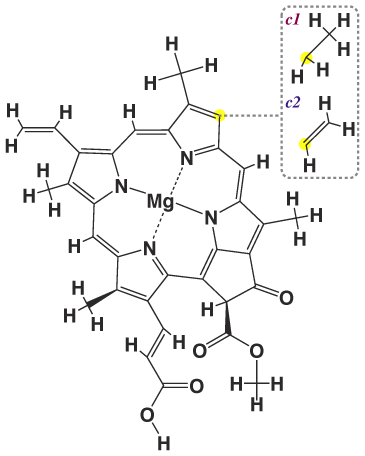
葉綠素c1和c2結構的差异